# Torés (Lugo)
Torés (llamada oficialmente San Xoán de Torés) es una parroquia y una aldea española del municipio de Los Nogales, en la provincia de Lugo, Galicia.

## Organización territorial
La parroquia está formada por 7 entidades de población:
- Casares
- Estacas
- Folloval (Follobal)
- Riomao
- Rodís
- Torés
- Vilaesteva

## Demografía

### Parroquia
| Gráfica de evolución demográfica de Torés (parroquia) entre 2000 y 2020 |
|                                                                         |
| Datos según el nomenclátor publicado por el INE.                        |

### Aldea
| Gráfica de evolución demográfica de Torés (aldea) entre 2000 y 2020 |
|                                                                     |
| Datos según el nomenclátor publicado por el INE.                    |